# Conor O'Brien
Conor O'Brien (New York, 20 ottobre 1988) è un ex calciatore statunitense, di ruolo centrocampista.

## Carriera

### Club
Nativo di Long Island, O'Brien è stato uno dei giocatori più rinomati alla Bucknell University, finendo la sua carriera 2º nella storia della scuola in assist e 9º per risultati. È anche stato chiamato in prima squadra nella All-Patriot League due volte, vincendo il campionato Offensive Player of the Year Award per due volte. Inoltre è diventato a Bucknell il primo All-American in 33 anni di storia ed è stato finalista per il Trofeo Hermann, dato a il giocatore più bravo della nazione dell'anno. O'Brien non è stato seguito da un club MLS e invece ha firmato per i Blokhus FC nel terzo livello della Danimarca.
Al termine della stagione 2010-11, ha firmato un contratto di diciotto mesi con il SønderjyskE nella Superligaen.  Nel suo primo anno, ha segnato tre gol in venticinque presenze in campionato. Dopo aver segnato quattro gol in venti partite di campionato nella prima metà del 2012-13 nella Superliga danese, il contratto di O'Brien è scaduto e lui non ha scelto di rassegnare le dimissioni con il club.
Il 29 gennaio 2013, il Nordsjælland ha annunciato l'ingaggio di O'Brien, col numero 4. Ha debuttato il 3 marzo, schierato titolare nella vittoria per 1-0 sull'Horsens. Il 20 maggio ha segnato la prima rete, che ha sancito il successo per 1-0 sull'Esbjerg. Il 7 agosto ha giocato la prima partita nelle competizioni europee per club, venendo impiegato in sostituzione di Jens Stryger Larsen contro lo Zenit San Pietroburgo, nel terzo turno di qualificazione alla Champions League 2013-2014.
Il 31 agosto 2013, l'Odense ha annunciato l'ingaggio di O'Brien, che ha firmato un accordo biennale con la nuova squadra. Ha scelto la maglia numero 14. Ha esordito il 15 settembre, schierato titolare nella sconfitta per 2-1 sul campo del Brøndby. L'11 settembre ha trovato la prima rete, nella vittoria per 1-9 sul campo dell'Udfordringen, sfida valida per la DBUs Landspokalturnering 2013-2014. Il 31 luglio 2014, ha rescisso consensualmente il contratto che lo legava al club.
Successivamente allo svincolo dall'Odense, si è accordato con gli austriaci del Wiener Neustadt. Il 23 agosto 2014 ha debuttato con questa maglia, schierato titolare nel successo per 5-4 sull'Admira Wacker Mödling: nella stessa sfida, ha trovato la prima rete in Bundesliga. Ha totalizzato 31 presenze e 4 reti in quella stagione, tra campionato e coppa.
Il 31 agosto 2015, i danesi dell'Horsens hanno reso noto d'aver ingaggiato O'Brien, che ha firmato un accordo biennale col nuovo club. Il 7 settembre successivo sono state sbrigate le ultime formalità burocratiche ed il calciatore si è messo a disposizione della squadra, scegliendo di vestire la maglia numero 4. Ha esordito con questa casacca, in 1. Division, in data 13 settembre: ha sostituito Mikkel Jespersen nel 3-0 inflitto allo HB Køge. Il 3 ottobre ha trovato la prima rete, nel pareggio interno per 1-1 contro il Fredericia. Al termine di questa prima stagione in squadra, ha contribuito al ritorno in Superligaen dell'Horsens. È rimasto in squadra sino alla fine di questa seconda annata, svincolandosi.
Libero da vincoli contrattuali, in data 31 agosto 2017 è stato ingaggiato dallo Start, compagine di 1. divisjon – secondo livello del campionato norvegese. Si è legato al nuovo club con un contratto valido fino al successivo 31 dicembre. Ha scelto la maglia numero 4, come aveva fatto già precedentemente in carriera. Ha esordito in squadra il 3 settembre, schierato titolare nella vittoria per 1-3 maturata sul campo del Jerv. Al termine dell'annata, lo Start ha conquistato la promozione in Eliteserien.
Il 7 settembre 2018, O'Brien ha firmato ufficialmente un contratto valido fino al termine della stagione.

## Statistiche

### Presenze e reti nei club
Statistiche aggiornate al 2 settembre 2020.
| Stagione            | Club                | Campionato          | Campionato | Campionato | Coppe nazionali | Coppe nazionali | Coppe nazionali | Coppe continentali | Coppe continentali | Coppe continentali | Supercoppe | Supercoppe | Supercoppe | Totale | Totale |
| Stagione            | Club                | Comp                | Pres       | Reti       | Comp            | Pres            | Reti            | Comp               | Pres               | Reti               | Comp       | Pres       | Reti       | Pres   | Reti   |
| ------------------- | ------------------- | ------------------- | ---------- | ---------- | --------------- | --------------- | --------------- | ------------------ | ------------------ | ------------------ | ---------- | ---------- | ---------- | ------ | ------ |
| 2009                | Cary Clarets        | PDL                 | ?          | ?          | -               | -               | -               | -                  | -                  | -                  | -          | -          | -          | ?      | ?      |
| 2010-2011           | Blokhus             | 2D                  | ?          | ?          | CD              | ?               | ?               | -                  | -                  | -                  | -          | -          | -          | ?      | ?      |
| 2011-2012           | SønderjyskE         | SL                  | 25         | 3          | CD              | 3               | 0               | -                  | -                  | -                  | -          | -          | -          | 28     | 3      |
| 2012-gen. 2013      | SønderjyskE         | SL                  | 20         | 4          | CD              | 2+              | 0+              | -                  | -                  | -                  | -          | -          | -          | 22+    | 4+     |
| Totale SønderjyskE  | Totale SønderjyskE  | Totale SønderjyskE  | 45         | 7          |                 | 5+              | 0+              |                    | -                  | -                  |            | -          | -          | 50+    | 7+     |
| gen.-giu. 2013      | Nordsjælland        | SL                  | 10         | 1          | CD              | -               | -               | UCL                | -                  | -                  | -          | -          | -          | 10     | 1      |
| lug.-ago. 2013      | Nordsjælland        | SL                  | 4          | 0          | CD              | 0               | 0               | UCL+UEL            | 1+0                | 0                  | -          | -          | -          | 5      | 0      |
| Totale Nordsjælland | Totale Nordsjælland | Totale Nordsjælland | 14         | 1          |                 | 0               | 0               |                    | 1                  | 0                  |            | -          | -          | 15     | 1      |
| ago. 2013-2014      | Odense              | SL                  | 15         | 0          | CD              | 3               | 1               | -                  | -                  | -                  | -          | -          | -          | 18     | 1      |
| lug. 2014           | Odense              | SL                  | 1          | 0          | CD              | 0               | 0               | -                  | -                  | -                  | -          | -          | -          | 1      | 0      |
| Totale Odense       | Totale Odense       | Totale Odense       | 16         | 0          |                 | 3               | 1               |                    | -                  | -                  |            | -          | -          | 19     | 1      |
| ago. 2014-2015      | Wiener Neustadt     | BL                  | 29         | 4          | CA              | 2               | 0               | -                  | -                  | -                  | -          | -          | -          | 31     | 4      |
| ago. 2015-2016      | Horsens             | 1D                  | 23         | 1          | CD              | 2               | 0               | -                  | -                  | -                  | -          | -          | -          | 25     | 1      |
| 2016-2017           | Horsens             | SL                  | 31+4       | 1+0        | CD              | 2               | 0               | -                  | -                  | -                  | -          | -          | -          | 25     | 1      |
| Totale Horsens      | Totale Horsens      | Totale Horsens      | 54+4       | 2+0        |                 | 4               | 0               |                    | -                  | -                  |            | -          | -          | 62     | 2      |
| ago.-dic. 2017      | Start               | 1D                  | 9          | 0          | CN              | -               | -               | -                  | -                  | -                  | -          | -          | -          | 9      | 0      |
| set.-dic. 2018      | Charlotte Ind.      | USL                 | 7          | 0          | USOC            | -               | -               | -                  | -                  | -                  | -          | -          | -          | 7      | 0      |
| Totale              | Totale              | Totale              | 178+0+     | 14+0+      |                 | 14+             | 1+              |                    | 1+0                | 0                  |            | -          | -          | 193+   | 15+    |